# Scamorza
Scamorza je tažený sýr vyráběný na jihu Itálie z kravského mléka (výjimečně se používá také buvolí nebo ovčí mléko). Mléko se zpracovává při teplotě kolem 35 stupňů Celsia, po přidání syřidla se krátce zahřeje až na 80 stupňů. Sýraři z měkké hmoty vytvářejí koule o váze zhruba 15 až 25 dekagramů, které se máčejí do slaného nálevu a pak se omotají provazem a zavěsí k sušení, které trvá maximálně dva týdny. Hotový sýr tvarem připomíná hrušku. Scamorza má nízký obsah tuku a poloměkkou konzistenci, prodává se v uzené (scamorza affumicata) i v neuzené variantě. V kuchyni se používá podobně jako mozzarella, ale má výraznější chuť a obsahuje méně tekutiny. Doporučují se k ní aromatická bílá vína jako Chardonnay nebo Rulandské šedé. Scamorza se dá také grilovat, ve městě Andria je lokální specialitou quagghiaridde, klobása ze směsi skopových vnitřností, vajec a strouhané scamorzy.
V krajích Apulie, Basilicata, Kampánie, Molise a Abruzzo má scamorza od roku 1996 chráněné označení PAT (Prodotti agroalimentari tradizionali italiani). V Kalábrii se produkuje obdobný sýr nazvaný provola.
Název sýra pochází z výrazu „capa mozza“ (useknutá hlava), což je narážka na tvar sýra a výraz se používá v Itálii také přeneseně jako označení bláznivého člověka.